# Pyracantha atalantioides
Pyracantha atalantioides är en rosväxtart som först beskrevs av Henry Fletcher Hance, och fick sitt nu gällande namn av Otto Stapf. Pyracantha atalantioides ingår i släktet eldtornar, och familjen rosväxter. Inga underarter finns listade i Catalogue of Life.